# Маломаяченское сельское поселение

Маломая́ченское се́льское поселе́ние — муниципальное образование в Прохоровском районе Белгородской области России. 
Административный центр — село Малые Маячки. 

## География
Площадь, занимаемая муниципальным образованием составляет 4705 га, из которых 3930 га отведено под сельхоз угодья, 68 га - лесной фонд, 170 га - ЛПХ, 520 га - населенные пункты. 

## История
В 1950 году села Грязное и Малые Маячки объединили в колхоз «Имени Сталина».
Маломаяченское сельское поселение образовано 20 декабря 2004 года в соответствии с Законом Белгородской области № 159.

## Население
| 2010 | 2011 | 2012 | 2013 | 2014 | 2015 | 2016 | 2017 | 2018 |
| ---- | ---- | ---- | ---- | ---- | ---- | ---- | ---- | ---- |
| 624  | ↘619 | ↘602 | ↘582 | ↘561 | ↘551 | ↘545 | ↘533 | ↘526 |
| 2019 | 2020 | 2021 |      |      |      |      |      |      |
| ↘515 | ↗526 | ↗533 |      |      |      |      |      |      |

## Состав сельского поселения
| № | Населённый пункт | Тип населённого пункта       | Население |
| - | ---------------- | ---------------------------- | --------- |
| 1 | Грязное          | село                         | ↘179      |
| 2 | Малые Маячки     | село, административный центр | ↘445      |